# Green Hell (Computerspiel)
Green Hell ist ein Computerspiel des Survival-Genres, das von Creepy Jar entwickelt und vermarktet wird. Das Spiel wurde 2018 im Early Access und 2019 in der Vollversion für Windows veröffentlicht. Ein kooperativer Mehrspielermodus wurde am 7. April 2020 veröffentlicht. Eine Fassung des Spiels für Nintendo Switch folgte im Oktober 2020, Versionen für PlayStation 4 und Xbox One im Juni 2021.

## Spielprinzip
Das Spiel wird in der Egoperspektive im Einzelspielermodus oder im kooperativen Mehrspielermodus gespielt. Es handelt sich um eine Open-World-Simulation, in der der Spieler das eigene Überleben durch das Sammeln von Rohstoffen und Nahrung sowie das Crafting von Gegenständen und Unterkünften sicherstellen muss. Der Spieler startet zunächst in einem einsamen Dschungel-Camp ohne weiteren Kontext. Die Umgebung des Spiels verändert sich dynamisch und beeinflusst die psychische Verfassung der Spielfigur, z. B. in Form von Halluzinationen. Des Weiteren muss der Spieler auch auf eine ausgewogene Ernährung achten, die durch eine Smartwatch erklärt wird. Ebenfalls muss der Spieler genug schlafen und muss seine Gesundheit bewahren, indem z. B. der Kontakt mit giftigen Tieren oder unappetitlichem Essen vermieden wird und Verletzungen vermieden werden. Um die Gesundheit wiederherzustellen, kann der Spieler Medizin und Bandagen herstellen. Als Navigationsmittel dienen Kompass und GPS. Im optionalen Story-Modus folgt der Spieler einer Rahmenhandlung, die sich um die Suche nach seiner verschollenen Geliebten dreht. Die Schwierigkeit lässt sich in fünf Schwierigkeitsgraden von „Ein Spaziergang“ (sehr einfach) bis „Green Hell“ (sehr schwer) einstellen.

## Handlung
Die Handlung dreht sich um den Anthropologen und Regenwaldforscher Jake Higgins, der am Rande des Flusses Amazonas im Dschungel aufwacht. Er versucht sich mit der Umgebung vertraut zu machen, um sein Überleben zu sichern und seine Geliebte Mia wiederzufinden. Sie ist Linguistin und will den ersten Kontakt mit dem indigenen Volk Yabahuca herstellen. Die Handlung wird aus der Ich-Perspektive von Jake erzählt, der bemerkt, dass seine Frau in Gefahr ist. Seine einzige Verbindung zu ihr gelingt ihm über ein Funkgerät.

## Entwicklung und Veröffentlichung
Green Hell stammt vom unabhängigen Entwicklerstudio Creepy Jar in Warschau, dessen Mitarbeiter u. a. an The Witcher 2 und Dying Light mitgewirkt haben.
Das Spiel ist seit August 2018 im Early Access von Steam verfügbar und wurde seitdem immer wieder erweitert. Am 5. September 2019 wurde Release 1.0 mit einem Story-Modus veröffentlicht. Eine Version für die PlayStation 4 und Xbox One ist am 9. Juni 2021 erschienen.

## Rezeption
Zum Release erhielt Green Hell überwiegend positive Kritiken. Metacritic benennt einen Metascore von 78 von 100 für die PC-Version. GameStar lobt Anspruch und Spieltiefe im Vergleich zu anderen Survivalspielen, sowie das realistische Ringen mit einem „wunderschönen, aber […] tödlichen Urwald“. Der Spieler erhält dabei wenig Einstiegshilfe und muss sich die Dinge selber beibringen und Erfahrungen machen, was aber ein entscheidender Teil des Spielkonzepts ist und zu der authentischen Atmosphäre verloren im Dschungel zu sein, erheblich beiträgt. Das Kampfsystem wird hingegen als schwerfällig und unpräzise kritisiert, da Angriffe manchmal ins Leere gehen. Weiterhin werden die Größe der Spielwelt, die Animationen der Tiere und Gegner und vorhersehbaren Story-Abschnitte kritisiert. Gelobt werden außerdem die Texturen, Lichteffekte, Tiermodelle, das Crafting- und Fortschritts-System, das Sounddesign, die Gestaltung der Flora und Fauna und die dynamische Spielwelt. Das C’t-Magazin lobt die Spielgrafik, bezeichnet das Gameplay als herausfordernd und findet die Hintergrundgeschichte spannend. Die Performance-Probleme aus der Early Access seien weitgehend behoben worden.